# Regeringen Orpo
Regeringen Orpo är republiken Finlands 77:e regering. Den tillträdde 20 juni 2023, efter riksdagsvalet i Finland 2023, och är en koalitionsregering med parlamentarisk majoritet. Regeringspartier är Samlingspartiet (Saml), Sannfinländarna (Sannf), Svenska folkpartiet (SFP) och Kristdemokraterna (KD). 
Statsminister och regeringschef är Petteri Orpo, Samlingspartiets partiordförande. Orpo hade tidigare ministererfarenhet som jord- och skogsbruksminister 2014–2015 i Regeringen Stubb, inrikesminister 2015–2016 och finansminister 2016–2019 i Regeringen Sipilä. 

## Bakgrund
Regeringsförhandlingarna var svåra. För att få ihop en majoritetsregering hade Orpo att välja mellan en regering med Samlingspartiet, Sannfinländarna och Svenska folkpartiet eller med Socialdemokraterna, Gröna förbundet och Svenska folkpartiet. Socialdemokraterna, Gröna förbundet och Vänsterförbundet hade deklarerat att de inte kan tänka sig att medverka i en regering med Sannfinländarna och Centern hade beslutit sig för att gå i opposition på grund av det minskade understödet partiet fått genom medverkan i de senaste regeringarna.
Orpo såg en stark åtstramning av statsbudgeten som viktig, och en sådan politik hade varit svår tillsammans med Socialdemokraterna (för att inte tala om med Vänsterförbundet). Å andra sidan hade Svenska folkpartiet deklarerat att de inte går med i en regering som för sannfinländsk politik. SFPs medverkan krävdes för en majoritetsregering, om inte Centern ändrade sig, vilket hade krävt mycket stora eftergifter. Risken för en centermedverkan och viljan att uppfattas som ett samarbetsvilligt parti hindrade SFP från att fullt ut utnyttja sin vågmästarroll.
Regeringsprogrammet godkändes av riksdagen den 28 juni med rösterna 106–78. Anmärkningsvärt är att Eva Biaudet (SFP), som tidigare hårt kritiserat SFPs medverkan, röstade blankt. 

## Ministrar
Regeringen består av 19 ministrar. Åtta från Samlingspartiet, sju från Sannfinländarna, två  från Svenska folkpartiet, en från Kristdemokraterna samt en ministerportfölj som delas mellan Svenska folkpartiet och Kristdemokraterna under mandatperiodens gång. Även några ytterligare ministerposter planeras att under mandatperioden att delas mellan två personer även inom samma parti, där de innehar ämbetet halva mandatperioden var.  Ursprungligen var tretton kvinnor och nio män utsedda till att någon gång under mandatperioden sitta i regeringen. Fem av dessa personer hade tidigare ministererfarenhet. 

### Kontroverser
Gröna förbundet hade dagen innan riksdagens omröstning om regeringsprogrammet, lämnat ett misstroendevotum mot näringsminister Vilhelm Junnila, angående framkomna kopplingar mellan honom och ytterhögern.  I en påföljande omröstning fick Junnila riksdagens förtroende med rösterna 95–86. Ingen i SFP röstade för förtroende; bland dem som röstade mot fanns partiledaren Anna-Maja Henriksson och de övriga ministrarna, tre röstade blankt. Sannfs partiledare Riikka Purra hade hotat fälla regeringen om Junnila inte fick förtroende, vilket kunde ha hänt om fler i oppositionen varit på plats.  Den 30 juni 2023, två dagar efter att han fått riksdagens förtroende med knapp majoritet, meddelade näringsminister Vilhelm Junnila att han kommer att avgå från sin post.  Som efterträdare valde Sannfinländarna Wille Rydman, som lämnat Samlingspartiets riksdagsgrupp föregående riksdagsperiod efter uppgifter om osakligt uppförande mot unga kvinnor. 
I juli 2023 framkom uppgifter i media att finansminister Riikka Purra under flera år kan ha skrivit flera rasistiska inlägg på en annan sannfinländsk politikers, Jussi Halla-ahos, blogg. Purra svarade först på kritiken genom att varken bekräfta eller dementera att hon skrivit inläggen, men medgav att hon ”tidigare uttryckt sig på sätt som jag i dag inte skulle acceptera”. 
Några dagar senare, efter ytterligare diskussioner och avslöjanden, bad Purra om ursäkt för inläggen under en pressträff tillsammans med statsminister Orpo. Den senare redogjorde för att regeringen har en nolltolerans mot rasism och extremism, samt inte tolererar någon form av diskriminering.
Oppositionen ansåg dock att uppgifterna var allvarliga nog för att avbryta riksdagens sommarledighet för en förtroendeomröstning och debatt kring ministrarnas ställningstaganden, regeringens kapacitet och förtroendet för den.  
Talmannen Halla-aho (Sannf) sade sig vara beredd att inkalla riksdagen om en majoritet av den önskade det. Han beslutade sig i ett första skede att inte göra det, efter att regeringspartiet Svenska folkpartiet inte tagit ställning i frågan. Om partiet beslutar att de inte har förtroende för Purra, finns det en potentiell riksdagsmajoritet för att fälla henne.  
En digital namninsamling som krävde finansministerns avgång samlade över 100 000 underskrifter på tre dagar, det är dock oklart om alla underskrifterna är äkta. 
Bara veckor efter Wille Rydmans tillträde som näringsminister anklagades han för rasism och att ha självtitulerat sig som nazist i privata meddelanden med en tidigare flickvän, efter ett avslöjande av tidningen Helsingin Sanomat. Rydman menade att uppgifterna kunde utgöra ett intrång i hans privatliv och att det inte fanns någon sanning i uppgifterna. Ministern menade att tidningen gjort sig skyldiga till grovt förtal. 
När riksdagen återöppnades under hösten 2023 röstades om misstroende för ministrarna Purra, Rydman och förtroendet för regeringen som helhet. Samtliga ledamöter från regeringspartierna röstade för fortsatt förtroende, vilket ledde till att inga misstroendeförklaringar utfärdes. Enbart en person från regeringskollalitionen, Eva Biaudet (SFP), avvek genom att lägga ned sin röst om de två ministrarna, medan hon röstade för regeringens fördel. Så röstade även oppositionspartiet Rörelse Nu. Centern avstod från att rösta i voteringarna, medan övriga oppositionspartier röstade nej till fortsatt förtroende för regeringen och dess representanter. 
* Statsminister eller departementschef
| Titel                                           | Namn | Namn                 | Tillträdde      | Avgick                      | Parti               |
| ----------------------------------------------- | ---- | -------------------- | --------------- | --------------------------- | ------------------- |
| Statsminister                                   |      | Petteri Orpo*        | 20 juni 2023    | innehar fortfarande ämbetet | Samlingspartiet     |
| Finansminister Statsministerns ställföreträdare |      | Riikka Purra         | 20 juni 2023    | innehar fortfarande ämbetet | Sannfinländarna     |
| Undervisningsminister                           |      | Anna-Maja Henriksson | 20 juni 2023    | 5 juli 2024                 | Svenska folkpartiet |
| Undervisningsminister                           |      | Anders Adlercreutz   | 5 juli 2024     | innehar fortfarande ämbetet | Svenska folkpartiet |
| Jord- och skogsbruksminister                    |      | Sari Essayah         | 20 juni 2023    | innehar fortfarande ämbetet | Kristdemokraterna   |
| Kommun- och regionminister                      |      | Anna-Kaisa Ikonen    | 20 juni 2023    | innehar fortfarande ämbetet | Samlingspartiet     |
| Inrikesminister                                 |      | Mari Rantanen        | 20 juni 2023    | 30 augusti 2024             | Sannfinländarna     |
| Inrikesminister                                 |      | Lulu Ranne           | 30 augusti 2024 | 8 november 2024             | Sannfinländarna     |
| Inrikesminister                                 |      | Mari Rantanen        | 8 november 2024 | innehar fortfarande ämbetet | Sannfinländarna     |
| Utrikesminister                                 |      | Elina Valtonen       | 20 juni 2023    | innehar fortfarande ämbetet | Samlingspartiet     |
| Minister för social trygghet                    |      | Sanni Grahn-Laasonen | 20 juni 2023    | innehar fortfarande ämbetet | Samlingspartiet     |
| Försvarsminister                                |      | Antti Häkkänen       | 20 juni 2023    | innehar fortfarande ämbetet | Samlingspartiet     |
| Justitieminister                                |      | Leena Meri           | 20 juni 2023    | innehar fortfarande ämbetet | Sannfinländarna     |
| Utrikeshandels- och utvecklingsminister         |      | Ville Tavio          | 20 juni 2023    | innehar fortfarande ämbetet | Sannfinländarna     |
| Arbetsminister                                  |      | Arto Satonen         | 20 juni 2023    | 6 maj 2025                  | Samlingspartiet     |
| Arbetsminister                                  |      | Matias Marttinen     | 6 maj 2025      | innehar fortfarande ämbetet | Samlingspartiet     |
| Klimat- och miljöminister                       |      | Kai Mykkänen         | 20 juni 2023    | 24 januari 2025             | Samlingspartiet     |
| Klimat- och miljöminister                       |      | Sari Multala         | 24 januari 2025 | innehar fortfarande ämbetet | Samlingspartiet     |
| Kommunikationsminister                          |      | Lulu Ranne           | 20 juni 2023    | innehar fortfarande ämbetet | Sannfinländarna     |
| Näringsminister                                 |      | Vilhelm Junnila      | 20 juni 2023    | 6 juli 2023                 | Sannfinländarna     |
| Näringsminister                                 |      | Wille Rydman         | 6 juli 2023     | 13 juni 2025                | Sannfinländarna     |
| Näringsminister                                 |      | Sakari Puisto        | 13 juni 2025    | innehar fortfarande ämbetet | Sannfinländarna     |
| Kultur- och forskningsminister                  |      | Sari Multala         | 20 juni 2023    | 24 januari 2025             | Samlingspartiet     |
| Kultur- och forskningsminister                  |      | Mari-Leena Talvitie  | 24 januari 2025 | innehar fortfarande ämbetet | Samlingspartiet     |
| Social- och hälsovårdsminister                  |      | Kaisa Juuso          | 20 juni 2023    | innehar fortfarande ämbetet | Sannfinländarna     |
| Europa- och ägarstyrningsminister               |      | Anders Adlercreutz   | 20 juni 2023    | 5 juli 2024                 | Svenska folkpartiet |
| Europa- och ägarstyrningsminister               |      | Joakim Strand        | 5 juli 2024     | innehar fortfarande ämbetet | Svenska folkpartiet |
| Motions-, idrotts- och ungdomsminister          |      | Sandra Bergqvist     | 20 juni 2023    | 13 juni 2025                | Svenska folkpartiet |
| Motions-, idrotts- och ungdomsminister          |      | Mika Poutala         | 13 juni 2025    | innehar fortfarande ämbetet | Kristdemokraterna   |

## Regeringens politik
Regeringsprogrammet heter Ett starkt och engagerat Finland och är en överenskommelse mellan de fyra regeringspartierna. Däri fastslås att Finland ska vara en stark demokrati med en självständig rättsstat, där alla är jämlikar och tvåspråkigheten är en positiv tillgång för landet. 
I den ekonomiska politiken ämnar regeringspartierna att minska underskottet i statsfinanserna, med målsättningen att finanserna balanseras 2031. 
De avsedda nedskärningarna i socialskyddet och dito begränsningar av strejkrätten har väckt livlig debatt och lett till omfattande protester, dels från facket, dels från studenter. Antagandet att nedskärningarna leder till ökad sysselsättning är mycket kontroversiellt, i synnerhet vad gäller vissa av de avsedda åtgärderna.